# Koppelpunkt
Ein Koppelpunkt (engl.: crosspoint) ist in der Telekommunikation eine Schalteinrichtung in Koppelfeldern, die mehrere Leitungen verbindet. Dabei kann es sich um 2-Draht- oder 4-Draht-Leitungen (Hin- und Rückweg) handeln. Koppelfelder sind zentrale Einrichtungen in Vermittlungsanlagen. Ein Koppelpunkt besteht aus Schaltelementen, die eine, zwei oder mehr Leitungen über gemeinsam geschaltete elektromechanische, elektronische oder optische Kontakte temporär verbinden können. Elektromechanische und optische Koppelpunkte können analoge Verbindungswege schalten, elektronische schalten gewöhnlich digitale Verbindungswege.
1. Typen elektromechanischer Koppelpunkte: Relais, Hebdrehwähler
2. Typen elektronischer Koppelpunkte: Transistoren, integrierte Halbleiterbauelemente
3. Typen optischer Koppelpunkte: Bauelemente der integrierten Optik, z. B. planarer Wellenleiter, Streifenleitung, Arrayed-Waveguide Grating

Koppelpunkte werden für Koppelfelder in Raummultiplex- oder Zeitmultiplexverfahren verwendet.